# Branford (Florida)
Branford è un comune degli Stati Uniti d'America, situato in Florida, nella contea di Suwannee.